# Mariola Łaguna
Mariola Łaguna (ur. 4 sierpnia 1965 w Lublinie) – polska psycholog osobowości, profesor nauk społecznych, nauczyciel akademicki na Wydziale Nauk Społecznych Katolickiego Uniwersytetu Lubelskiego Jana Pawła II.

## Życiorys
W 1989 ukończyła studia magisterskie z psychologii w Katolickim Uniwersytecie Lubelskim. 18 stycznia 1996 otrzymała stopień doktora psychologii w KUL na podstawie pracy pt. Obraz siebie studentów kształconych metodami aktywizującymi. Habilitację uzyskała 18 listopada 2010 na tej samej uczelni na podstawie dorobku naukowego i pracy pt. Przekonania na własny temat i aktywność celowa. Badania nad przedsiębiorczością. 5 lutego 2019 otrzymała tytuł profesora nauk społecznych w dziedzinie psychologii.
Od 2019 do 2022 kierowała Szkołą Doktorską KUL. Obecnie pracuje w Katedrze Psychologii Ogólnej Instytutu Psychologii Wydziału Nauk Społecznych KUL. Pełni funkcję zastępcy przewodniczącego Komitetu Psychologii w Polskiej Akademii Nauk. Jest także członkiem International Association of Applied Psychology, European Association of Work and Organizational Psychology, Academy of Management, International Network for Psychology of Entrepreneurship Research and Education, European Network for Positive Psychology, Polskiego Stowarzyszenia Psychologii Społecznej, Polskiego Stowarzyszenia Psychologii Organizacji i Towarzystwa Naukowego KUL.
W 2022 została powołana przez Ministra Edukacji i Nauki w skład Rady Narodowego Centrum Nauki.

## Nagrody i wyróżnienia
- Nagroda Rektora KUL za wybitne osiągnięcia naukowe (2019)
- Nagroda Rektora KUL za działalność organizacyjną (2018)
- Srebrny Krzyż Zasługi (2017)
- Nagroda Ministra Nauki i Szkolnictwa Wyższego II stopnia za osiągnięcia naukowe - wyróżniającą się rozprawę habilitacyjną (2011)
- Nagroda Rektora KUL za rozprawę habilitacyjną (2011)
- Medal Komisji Edukacji Narodowej (2011)
- Nagroda Rektora KUL za organizację VI Zjazdu PSPS (2009)
- Nagroda Rektora KUL za pracę w redakcji Roczników Psychologicznych (2008)
- Nagroda Rektora KUL za redakcję książki Draw-a-Family Test in psychological research (2003)[5]

## Wybrane publikacje
- Łaguna M., Wiechetek M., Talik W., Dhaenens Ch. (2011). M-Astra. Competency assessment method for the managers of small to medium sized enterprises. Lublin: Innovatio Press.
- Łaguna M. (2010). Przekonania na własny temat i aktywność celowa. Badania nad przedsiębiorczością. Gdańsk: GWP.
- Kozak A., Łaguna M. (2009, 2014). Metody prowadzenia szkoleń. Gdańsk: GWP.
- Łaguna M., Fortuna P. (2009, 2014). Przygotowanie szkolenia. Gdańsk: GWP.
- Dzwonkowska I., Lachowicz-Tabaczek K., Łaguna M. (2008). Samoocena i jej pomiar. Skala samooceny SES M. Rosenberga. Warszawa: Pracownia Testów Psychologicznych.
- Łaguna M., Trzebiński J., Zięba M. (2005). KNS - Kwestionariusz Nadziei na Sukces. Podręcznik. Warszawa: Pracownia Testów Psychologicznych PTP.
- Łaguna M. (2004, 2008). Szkolenia. Gdańsk: GWP.
- Łaguna M. (1997). Budować obraz siebie. Badania nad obrazem siebie studentów kształconych metodami aktywizującymi. Lublin: RW KUL[6].